# Río Grande (Panama)
Río Grande è un comune (corregimiento) della Repubblica di Panama situato nel distretto di Penonomé, provincia di Coclé. Si estende su una superficie di 93,2 km² e conta una popolazione di 3.117 abitanti (censimento 2010).